# Hustler (Wisconsin)

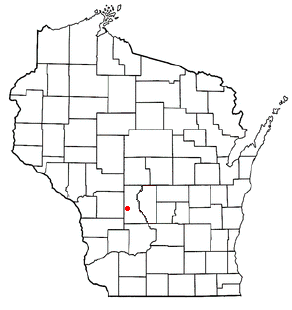
Wieś Hustler w stanie Wisconsin

Hustler to wieś w stanie Wisconsin w hrabstwie Juneau w Stanach Zjednoczonych.
- Powierzchnia: 1,6 km²
- Ludność: 113 (2000)